# 酒促娘小莓
酒促娘小莓，是台灣繪師天之火設計、日本原型師SUPERVISOR（FUJINAWA）打造的模型人物，展現台灣熱炒飲食文化，設計年齡20歲。該產品为臺灣萌帕滋（Mopetz）自創，預計2017年6月發貨且有四格漫画。